# Me Chama
Me Chama é um álbum da banda Cheiro de Amor lançado em 1998, destacando a canção "Aviãozinho", bastante tocadas pelas rádios do Brasil. Recebeu da ABPD o disco de Platina, vendendo 285 mil cópias.

## Faixas
1. Vai subir fumaça
2. Tô querendo namorar (Só saio no lixo)
3. Fácil de entender
4. É amor
5. Dança da sensual
6. Merengue do flerte
7. Me chama
8. Venha você
9. Bye bye solidão
10. Tô na rua
11. Além da canção
12. Louca por você
13. Quixabeira
14. Aviãozinho

## Certificações
| Brasil (ABPD)                             | Platina | 1998 | 285.000 |
| *número de vendas baseado na certificação |         |      |         |